# Eternity (Every Little Thing)
Eternity è il terzo album in studio del gruppo musicale giapponese Every Little Thing, pubblicato nel 2000.

## Tracce
1. Pray – 5:23
2. Reason – 4:57
3. Switch (Album Mix) – 4:19
4. Just Be You – 4:14
5. The One Thing – 4:43
6. Get into a Groove – 4:35
7. Rescue Me – 4:17
8. Smile Again – 4:30
9. Sure (Orchestra Version) – 5:00
10. Who Cries for Me? (Pray Reprise) – 1:08
11. Sure (Are You Sure? Mix) – 5:53